# James J. Corbett
James John Corbett (San Francisco, 1 september 1866 – New York, 18 februari 1933) was een Amerikaans bokser en wereldkampioen zwaargewicht.
Corbett was vooral bekend doordat hij de enige was die John L. Sullivan wist te verslaan, waardoor hij in 1892 de wereldtitel won. Hij verloor in 1897 zijn titel aan Bob Fitzsimmons, een gevecht dat ook beroemd werd doordat het is vastgelegd op de eerste speelfilm in de geschiedenis. 
Corbett vocht 19 wedstrijden als profbokser, waarvan 11 overwinningen, 4 nederlagen en 4 onbesliste duels. In 1903 beëindigde hij zijn bokscarrière, waarna hij een carrière had als acteur.
In 1942 werd er een biografische film gemaakt over Corbett getiteld Gentleman Jim, waarin hij werd gespeeld door Errol Flynn.